# Burnout Paradise
Burnout Paradise (anteriorment conegut com a Burnout 5) és un videojoc de la saga Burnout. Va ser anunciat el 29 d'agost del 2006 per l'Xbox 360 i PlayStation 3. El videojoc se situa en una ciutat fictícia anomenada 'Paradise City' i una de les característiques més importants del videojoc és que es pot anar lliurement en un món obert com el recent títol multi-plataforma Test Drive Unlimited.
D'acord amb Alex Ward, de Criterion Games, aquest videojoc serà una "reinvenció completa" de la saga Burnout. Va dir també que "es crearà una jugabilitat de les noves generacions (de consoles), per un videojoc de nova generació, només començar." Hi haurà la possibilitat d'obtenir llicències de conduir pels jugadors.
Està previst que el videojoc es llanci per PS3 i Xbox 360 a l'"hivern" a finals del 2007/inicis del 2008.